# William V. Chappell
William Venroe Chappell, Jr., född 3 februari 1922 i Marion County i Florida, död 30 mars 1989 i Bethesda i Maryland, var en amerikansk demokratisk politiker. Han var ledamot av USA:s representanthus 1969–1989.
Chappell tjänstgjorde som pilot i USA:s flotta 1942–1946. Han avlade juristexamen vid University of Florida och var verksam som jurist i Florida. År 1969 efterträdde han Albert S. Herlong som kongressledamot och efterträddes 1989 av Craig T. James. Han avled senare samma år och gravsattes på begravningsplatsen Kendrick Memorial Gardens i Marion County i Florida.